# Sant'Anatolia (Borgorose)
Sant'Anatolia (o Santa Anatolia) è una frazione di circa 380 abitanti del comune italiano di Borgorose (RI), nel Lazio.

## Geografia fisica

### Territorio
Il paese della valle del Salto è situato nella regione storico-geografica laziale dell'alto Cicolano; sorge alle pendici del gruppo montuoso delle montagne della Duchessa a 753 m s.l.m. La bocca di Teve, oltre il territorio del limitrofo borgo di Cartòre, segna il confine della regione Lazio con l'Abruzzo e il massiccio montuoso marsicano del Velino.

## Storia

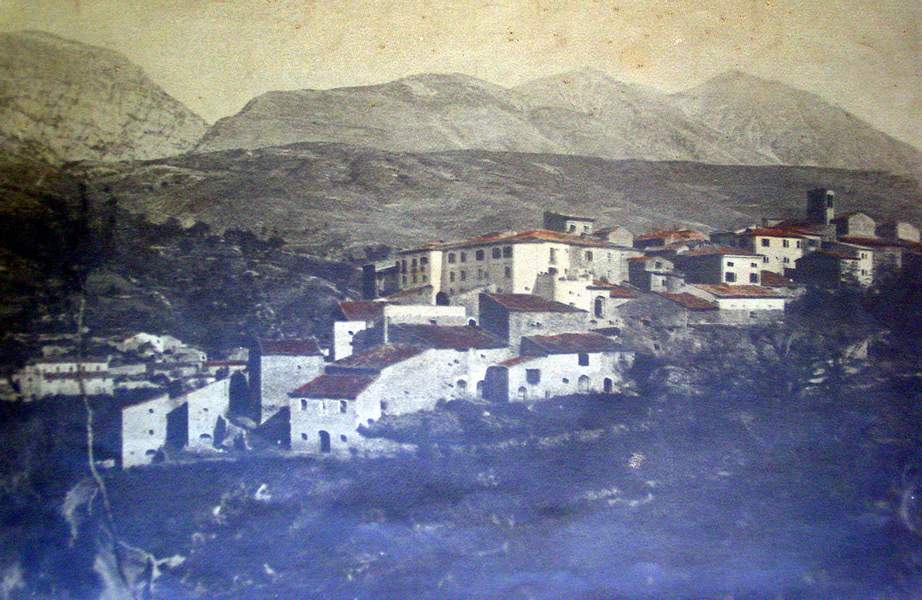
Sant'Anatolia prima del terremoto della Marsica del 1915, fotografata da Vojtěch Eduard Šaff nel 1894

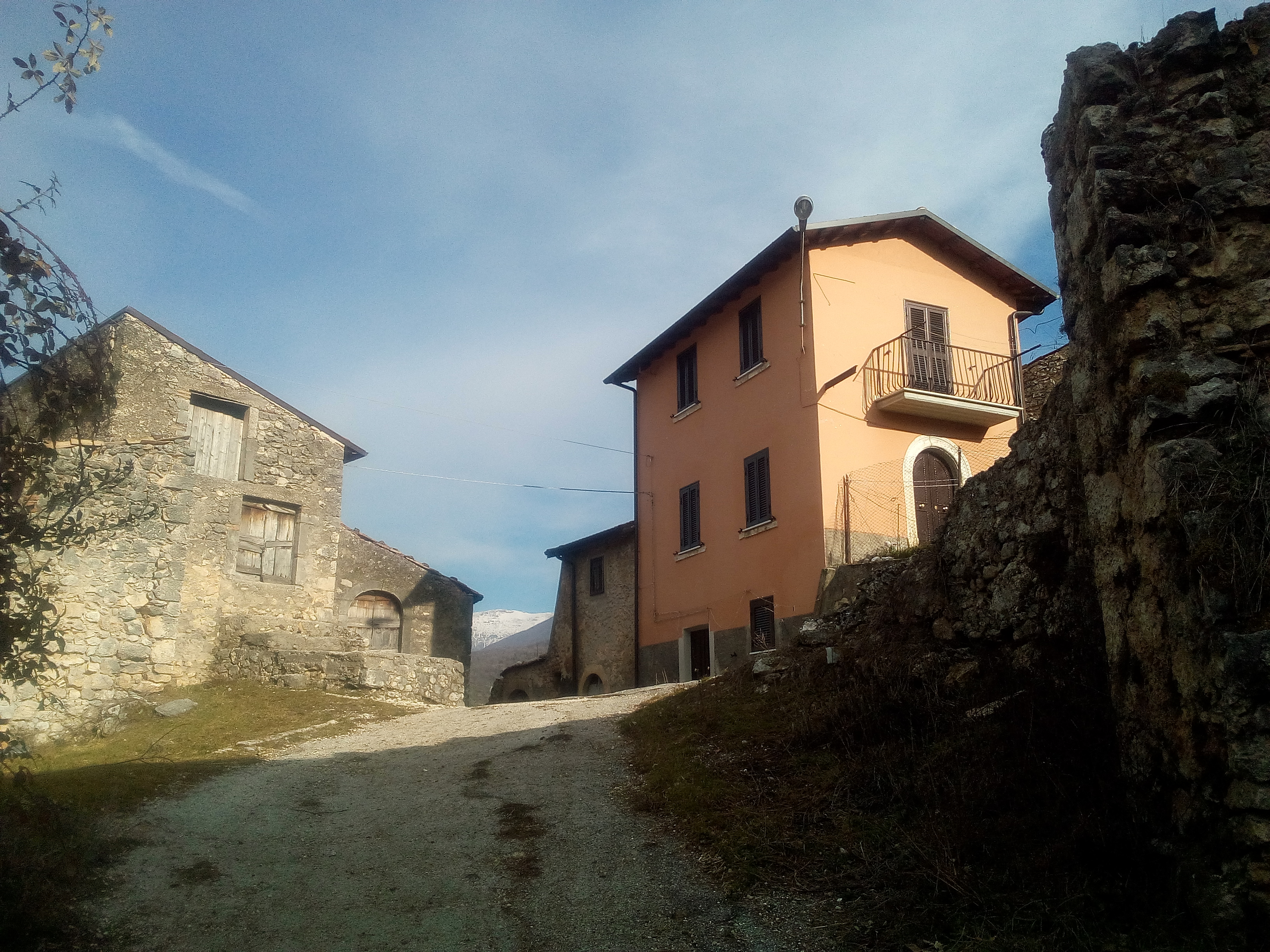
La parte antica del paese

Situata non distante dalla città antica di Alba Fucens, colonia romana sorta in territorio equicolo, Sant'Anatolia è stato un villaggio abitato fin dalle origini da contadini e pastori.
In questa località, secondo alcuni storici, sorgeva l’antica città di Tora, riportata da Dionigi di Alicarnasso, e nota per un oracolo di Marte nel quale vaticinava un picchio sacro.
Nel nucleo centrale di Sant'Anatolia si troverebbero dunque le tracce archeologiche dell'antica città di Tora. 
Nei pressi della chiesa di Sant'Anatolia si conservano circa venti metri di costruzioni in opera poligonale della terza maniera, databili al II secolo a.C. 
Altre murature in opera poligonale della seconda maniera, datate al III secolo a.C. sono note localmente come "Ara della Turchetta", una terrazza lunga circa 40 metri, con blocchi di calcare appena sbozzati. Queste tracce archeologice sono state messe in relazione al santuario di Marte riportato da Dionigi.
In epoca romana, durante il breve impero di Decio (249–251 d.C.), è riportato il martirio dei santi Anatolia e Audace "in civitate Thora". Il culto locale della santa ha poi mutato il nome del sito da Tora a Sant'Anatolia. Nella chiesa di Sant'Anatolia è presente una cappellina altomedievale dell'VIII secolo che, secondo la tradizione, conservò le spoglie della santa fino al X secolo.
In epoca contemporanea, nella seconda metà dell'Ottocento, il territorio fu al centro delle vicende del brigantaggio postunitario, quando il capobanda Berardino Viola, insieme ad altri briganti del Cicolano e dei territori contermini della Marsica e dell'aquilano, fondò nel 1862 la cosiddetta "banda di Cartòre" con base nella fitta boscaglia. La cattura dei briganti e la presa di Roma del 1870 decretarono la fine dello Stato Pontificio e anche del brigantaggio.
Il 13 gennaio 1915 il terremoto della Marsica segnò la fine del villaggio medievale di Sant'Anatolia, e per circa un ventennio i sopravvissuti vissero per lo più in baracche poste nella convalle denominata "(ac-)cantu 'u riu" (rivo d'acqua che in passato andava ad ingrossare il corso del fiume Salto) finché in epoca fascista furono costruite nuove abitazioni asismiche. Le case antiche, ridotte a ruderi, vennero dichiarate inagibili, e per ricostruirle i proprietari furono costretti ad abbatterle o a ricorrere a ristrutturazioni poco fedeli alle architetture originali. Sono poche le abitazioni che si salvarono, ancora riconoscibili lungo la via principale che porta alla chiesa parrocchiale dedicata a san Nicola; altre si possono ammirare lungo la vecchia strada che da lì conduce nella località localmente detta  "aju terrone" (dov'era situato il palazzo allora appartenente alla famiglia Placidi) e nell'area indicata come "Stalliscure", laddove è possibile ancora vedere i cantoni in pietra che facevano da sostegno a una delle porte di accesso al paese. Dopo la seconda guerra mondiale si diede inizio a un'ulteriore attività edilizia di ricostruzione che originò nuove aree popolate come "u quarticciolu". L'emigrazione del secondo dopoguerra verso centri più grandi come la vicina Avezzano, Rieti, capoluogo provinciale dal 1927, ma anche L'Aquila, Roma e in altre zone d'Italia e all'estero ha causato il parziale spopolamento del paese.

## Monumenti e luoghi d'interesse

### Architetture religiose

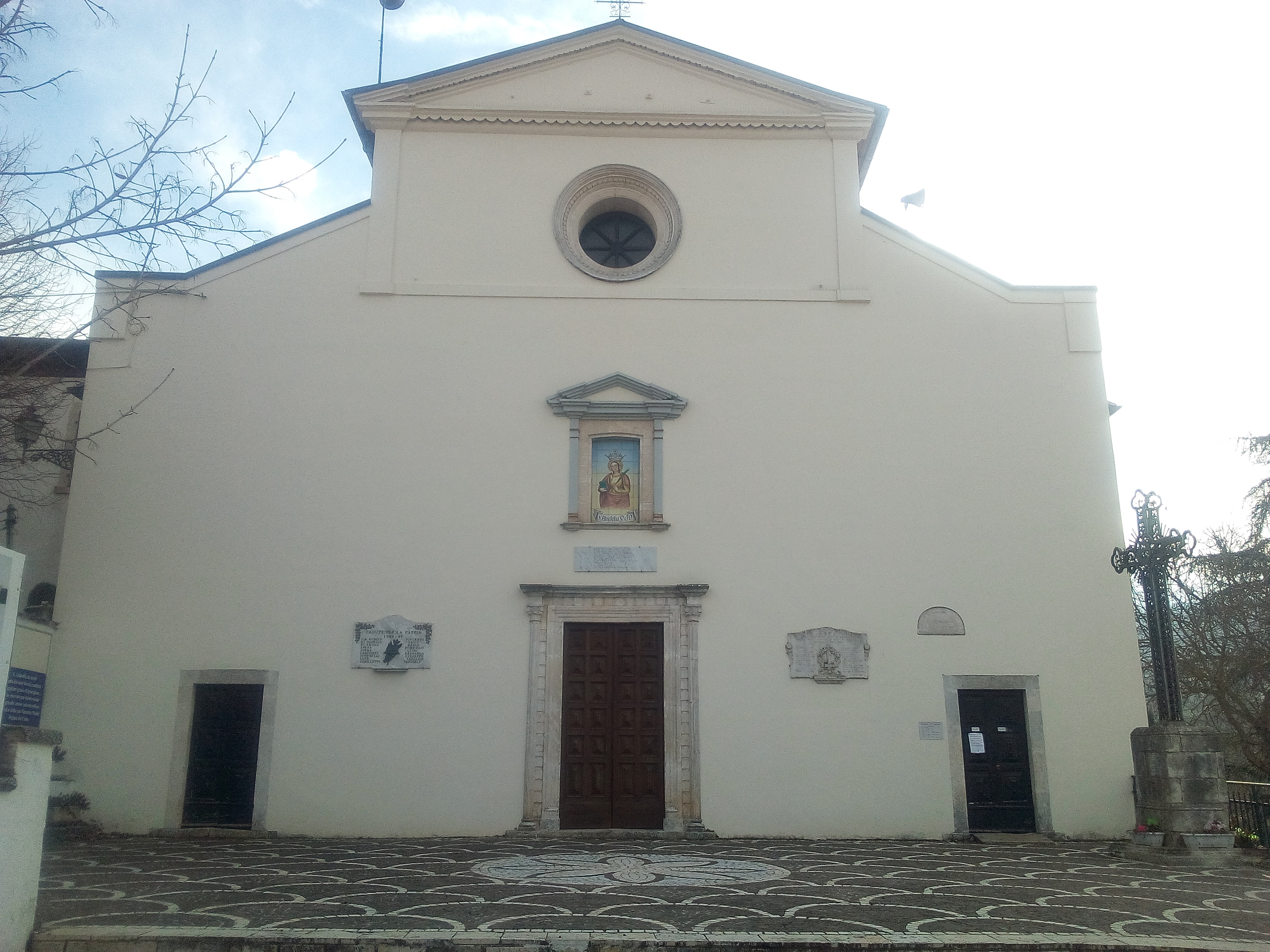
Il santuario di Sant'Anatolia

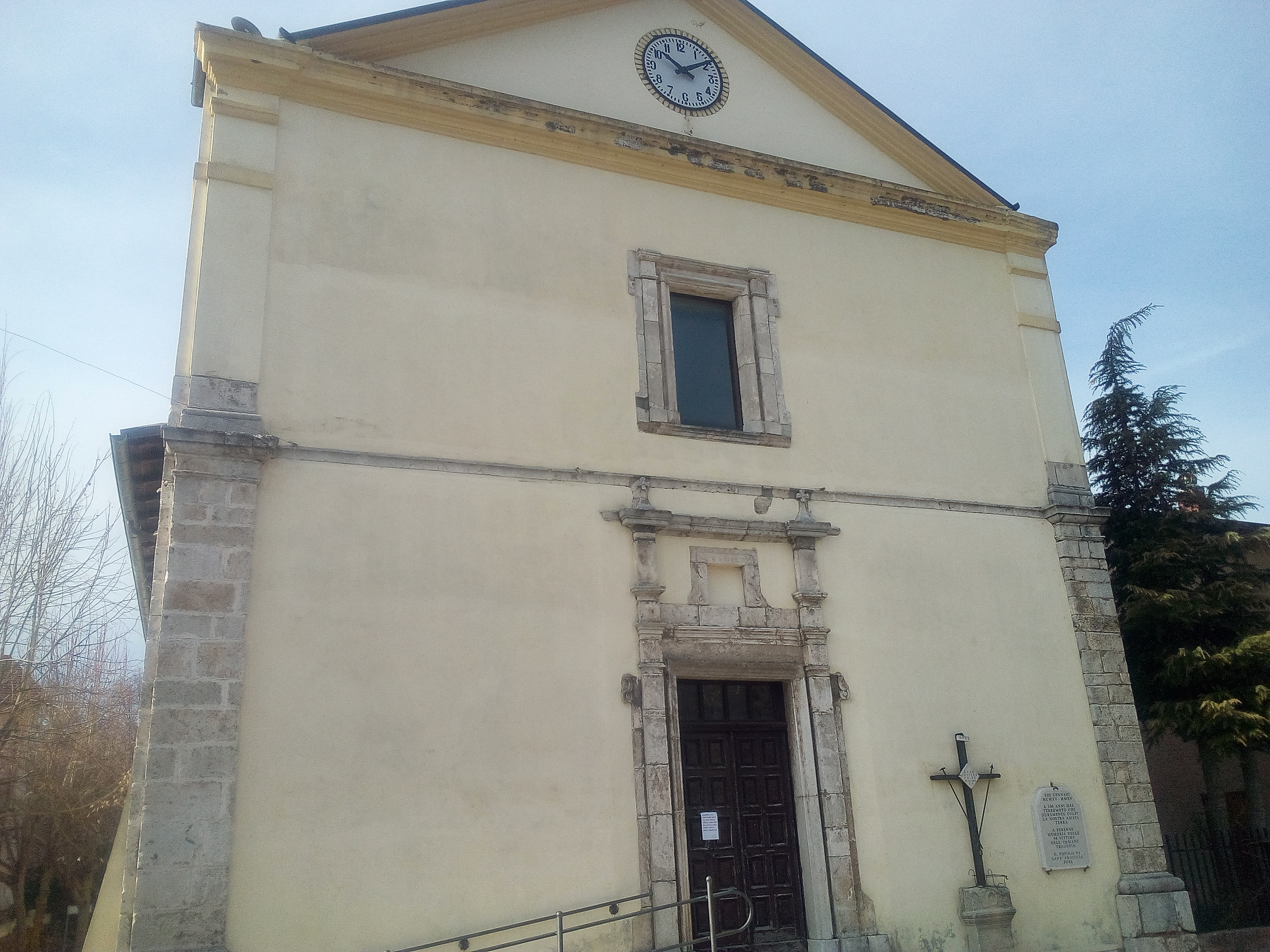
La chiesa di San Nicola

Santuario di Sant'AnatoliaIl santuario, secondo la tradizione, venne edificato nel luogo dove nel corso del III secolo avvenne il martirio di Anatolia, cristiana venerata come santa dalla Chiesa cattolica.  L'edificio, costruito nel 1870 sul sito di una preesistente chiesa, fu gravemente danneggiato a causa del terremoto del 1915 e successivamente restaurato. Nella cappella altomedievale fu seppellita Anatolia dopo la sua morte. Le spoglie furono spostate a Subiaco, nel monastero di Santa Scolastica, intorno alla metà del X secolo.
Chiesa di San NicolaLa chiesa elevata nel 1986 a parrocchia dalla diocesi di Rieti risulta citata per la prima volta in un documento ecclesiastico del XVI secolo. Danneggiata dal terremoto del 1915 fu successivamente ristrutturata. Sul portale è incisa la data del 1749, lateralmente allo stesso è posto un cippo commemorativo. A navata unica custodisce alcune statue come quelle di san Nicola di Bari, santa Anatolia e del Sacro Cuore di Gesù.
- Chiesa della Madonna Addolorata, chiesa rurale citata in documenti storici ed ecclesiastici nel 1851. A navata unica, fu restaurata nei primi anni duemila[12].

### Siti archeologici
Nel territorio di Sant'Anatolia si trovano diverse aree d'interesse archeologico come Ara della Turchetta e valle Canturiu dove si trovano le tracce di mura in opera poligonale di insediamenti di epoca italica e romana che alcuni storici e studiosi hanno ricondotto all'antica città di Thora. Nei pressi della contemporanea chiesa di San Nicola, dove era collocato il palazzo signorile dei Placidi distrutto a causa del terremoto del 1915, si trovano alcuni resti forse relativi al castello di epoca medievale. Altre emergenze archeologiche sono collocate nella località detta Stalliscure, nell'area di Cartòre e a Pié di Castello a nord-ovest della bocca di Teve. Nel sito della distrutta chiesa rurale di Santa Maria del Colle, nei pressi del contemporaneo cimitero di Sant'Anatolia e Torano, furono rinvenuti un cippo, che molto probabilmente indicava il confine geografico dell'ager della colonia romana di Alba Fucens (CIL IX, 3930) contenente l'iscrizione "Albensium fines", e un'epigrafe con dedica agli dèi Mani sul sepolcro di Lucio Callio Restituto, membro della gens Claudia (CIL IX, 4120), entrambi donati al museo lapidario di Avezzano.

### Aree naturali
Non distante dal paese si trovano il bosco di Cartòre, area d'interesse naturalistico inclusa unitamente ai pascoli d'alta quota della riserva regionale Montagne della Duchessa tra i siti di interesse comunitario del Lazio, le grotte di San Costanzo e di Sant'Anatolia e le convalli di Cartòre e di Fua, attraversate dal cammino dei Briganti. Sulle montagne della Duchessa è situato l'omonimo lago a 1 788 m s.l.m. I rifugi "Gigi Panei" e "Fonte Le Vene" sono collocati rispettivamente a 1 670 e 1 739 m s.l.m.

## Società

### Tradizioni e folclore
Annualmente il 10 luglio si celebra la festa patronale in onore di Anatolia, santa patrona del paese.

## Infrastrutture e trasporti

### Strade
A breve distanza dal paese si trovano gli innesti sulla strada statale 578 Salto Cicolana, arteria di collegamento interregionale tra Rieti ed Avezzano e sul casello Valle del Salto dell'autostrada A24 Roma-L'Aquila-Teramo.